# Karen Hallberg

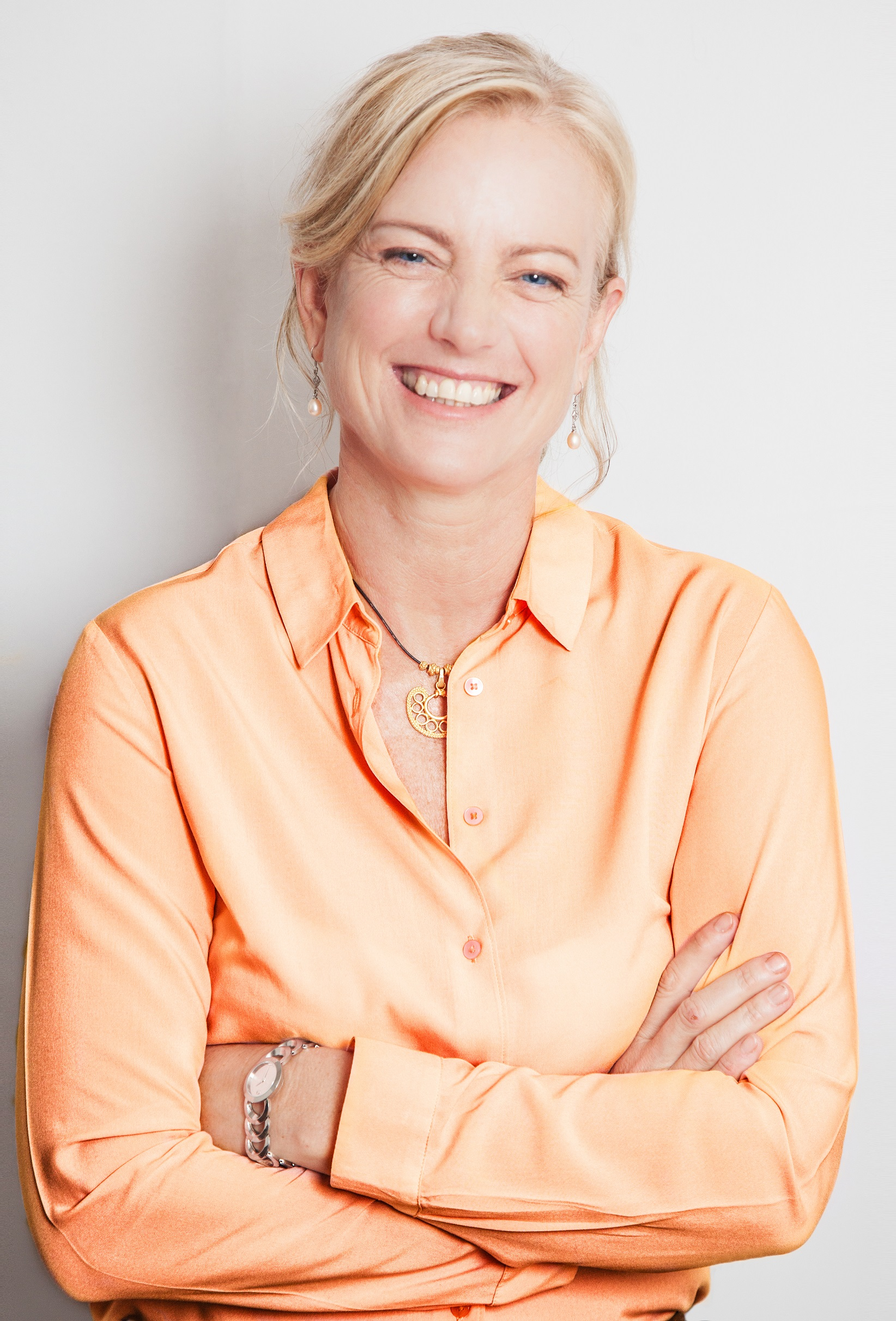
Karen Hallberg (2019)

Karen Astrid Hallberg  (* 10. Mai 1964 in Rosario, Argentinien) ist eine argentinische Professorin für Physik am Instituto Balseiro und Forschungsdirektorin am Centro Atómico (Atomzentrum) in Bariloche. 2019 wurde sie mit dem UNESCO-L’Oréal-Preis für Frauen in der Wissenschaft ausgezeichnet.

## Werdegang
Hallberg wurde in Rosario, in der Provinz Santa Fé in Argentinien, geboren. Als ihr Vater eine leitende Stelle in einem Bergbauunternehmen bekam, zog die Familie in den Norden des Landes nach San Salvador de Jujuy. Dort besuchte sie die Escuela Belgrano, die Escuela Normal und später das Colegio Nacional „Teodoro Sánchez de Bustamante“. Wegen ihrer vielen Fragen war sie als „Señorita por qué“ („Fräulein warum“) bekannt und sie gründete auch einen Wissenschaftsclub für Mädchen. Nach dem Schulabschluss ging sie zurück an ihren Geburtsort, um an der Universidad Nacional de Rosario Elektrotechnik zu studieren. Von der Nationalen Atomenergiekommission erhielt sie ein Stipendium, um am Instituto Balseiro der Universidad Nacional de Cuyo zu studieren, wo sie 1987 einen Abschluss in Physik erwarb. Sie arbeitete zusammen mit Francisco de la Cruz auf dem aufstrebenden Gebiet der Supraleitung. Nach ihrem Abschluss begann sie ein Doktoratsstudium in Physik am Balseiro-Institut unter der Leitung von Carlos Balseiro. Im Rahmen ihrer Doktorarbeit, die sie 1992 abschloss, arbeitete Hallberg an Computermodellen für Quantenmaterialien, die niedrigdimensionalen Magnetismus und Supraleitung zeigen.

## Forschung und Karriere
Nach ihrer Promotion ging Hallberg mit ihrer Familie nach Deutschland, um als Postdoktorandin am Max-Planck-Institut für Festkörperforschung (MPI-FKF) und am Max-Planck-Institut für Physik komplexer Systeme (MPI-PKS) zu arbeiten. 1997 kehrte sie an das Atomzentrum in Bariloche zurück.
Hallberg wird als Forscherin durch die staatliche Forschungsförderungsorganisation CONICET gefördert und sie leitete die Gruppe für Theorie der kondensierten Materie der Nationalen Atomenergiekommission (CNEA) am Bariloche Centro Atómico. Sie ist Senior Associate des International Centre for Theoretical Physics (ICTP) und des ICTP-South American Institute for Fundamental Research (ICTP-SAIFR).
Sie entwickelte umfangreiche Computersimulationen zum Verständnis der Quanteneigenschaften kondensierter Materie, insbesondere entwickelt und verwendet sie Berechnungsmethoden zur Ermittlung elektronischer und magnetischer Eigenschaften von Materialien und nanoskopischen Systemen. Ihr Interesse gilt auch sogenannten „emergenten Eigenschaften“ wie Leitfähigkeit, Supraleitung, isolierende oder metallische Eigenschaften und Magnetismus, Eigenschaften, die nicht vorhergesagt werden können.
Im Rahmen ihrer wissenschaftlichen Tätigkeit arbeitete sie stets mit internationalen Institutionen zusammen und besuchte auf Einladung zu Forschungsaufenthalten verschiedene Zentren wie das Indian Institute of Sciences (Bangalore), die Universität Oxford (UK), das London Center for Nanotechnology (UK), die Universität Augsburg (Deutschland), die Universität Freiburg (Schweiz), die Universität Boston und das Argonne National Lab (USA) sowie die Universität Tokio.
Von Oktober bis Dezember 2021 hatte sie eine Gastprofessur an der Universität Augsburg inne.

## Persönliches
Karen Hallberg ist verheiratet mit dem Physiker Ingo Allekotte. Das Paar hat einen Sohn und eine Tochter.

## Engagement
Hallberg setzt sich für die Beseitigung institutioneller Hindernisse ein, um mehr Frauen eine wissenschaftliche Laufbahn zu ermöglichen. Sie betont außerdem, die Notwendigkeit eines verbesserten Zugangs zur Wissenschaft für Menschen mit unterschiedlichem sozioökonomischem Hintergrund. In diesem Zusammenhang zeigte sie sich auch besorgt über die geringer gewordene Wertschätzung des Lehrerberufs.
Als Ratsmitglied der Pugwash Conferences on Science and World Affairs setzt sie sich gemeinsam mit anderen internationalen Wissenschaftlern daran, Beiträge zu Fragen der nuklearen Bedrohung und der globalen Sicherheit zu leisten. Außerdem ist sie Mitglied des Beirats der International Student Young Pugwash (ISYP). Im September 2024 wurde sie zur Generalsekretärin der Pugwash-Konferenz gewählt.

## Mitgliedschaften (Auswahl)
- Mitglied des argentinischen Ausschusses für Ethik in Wissenschaft und Technologie (CECTE)
- International Councilor und Board Member der American Physical Society (APS)
- Mitglied des Global Future Council on Quantum Applications des Weltwirtschaftsforums
- Mitglied des Beirats des International Institute of Physics (Natal, Brasilien)
- Mitglied des Editorial Board von Physical Review Research (APS)
- Direktorin der Abteilung für kondensierte Materie am Atomzentrum in Bariloche
- Mitglied des Verwaltungsrats des Aspen Science Center
- argentinische Vertreterin und Vorstandsvorsitzende des Centro Latinoamericano de Física (CLAF),
- Stellvertretende Vorsitzende der Tieftemperaturkommission der Internationalen Union für reine und angewandte Physik (IUPAP)
- Mitglied des Lenkungsausschusses der Argentinischen Physikalischen Vereinigung (AFA)
- Vertreterin des argentinischen Zweigs im Internationalen Institut für Physik (IIC)

## Auszeichnungen (Auswahl)
- 2007 Guggenheim-Stipendium[14]
- 2008 L'Oreal-CONICET, besondere Würdigung[15] für die Arbeit Propiedades cuánticas y de transporte en sistemas nanoscópicos y moleculares
- 2012 Aspen Ideas Festival Scholar
- 2019 UNESCO-L’Oreal Preis für Frauen in der Wissenschaft[3]
- 2019 Korrespondierendes Mitglied der argentinischen Academia Nacional de Ciencias Exactas, Físicas y Naturales (ANCEFN)[16]
- 2019 Ehrendoktorwürde der Universidad Nacional de Jujuy[17]
- 2019 Ehrung als angesehene Bürgerin der Provinz Jujuy[18]
- 2020 Ehrendoktorwürde der Universidad Siglo XXI
- 2020 Mitglied der Academia de Ciencias de América Latina (ACAL)[19]
- 2021 Ehrenmitglied des Centro Argentino de Ingenieros[20]